# 维也纳和约 (1864年)

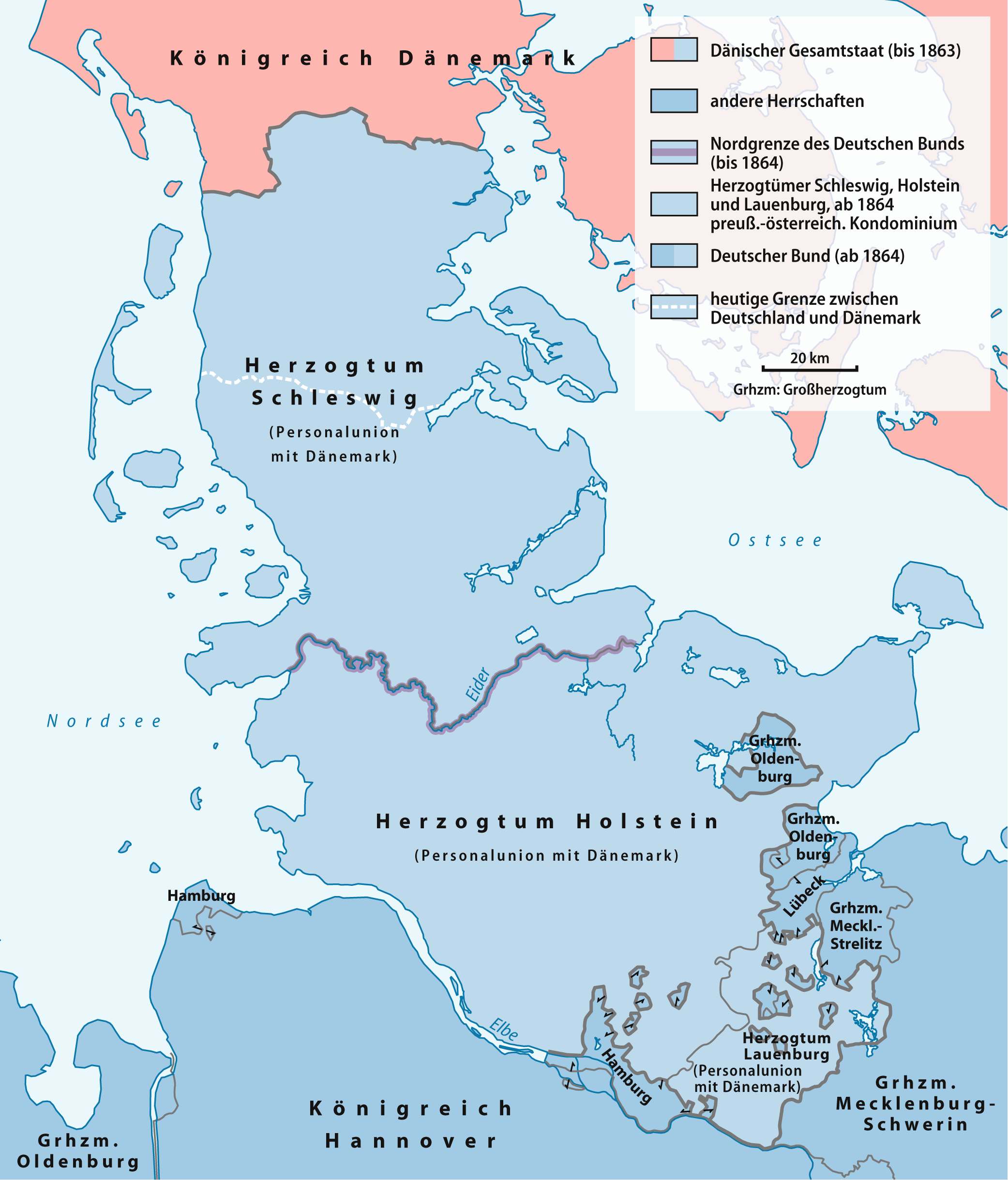
維也納條約後的領土變更

維也納和約 (丹麥語：Freden i Wien)是由普魯士、奧地利和丹麥於1864年10月30日在維也納所簽訂的合約，該條約象徵著普丹戰爭的終結。根據和約內容，普魯士將統治什勒斯維希，而奧地利則統治霍爾斯坦。對於這兩個地區的統治爭端導致了兩年後的普奧戰爭。